# Wat Arun
Il Wat Arun (in thailandese วัดอรุณ, lett. "Tempio dell'Alba") è un complesso di templi buddisti (wat) di Bangkok, in Thailandia. Si trova nel distretto di Bangkok Yai, nel popoloso quartiere di Thonburi sulla riva destra del fiume Chao Phraya. Il suo nome completo è Wat Arunratchawararam Ratchaworamahavihara (in thailandese วัดอรุณราชวรารามราชวรมหาวิหาร ). Viene chiamato anche "Tempio dell'alba" per i meravigliosi effetti cromatici che le prime luci del mattino gli conferiscono.

## Architettura
Numerosi sono gli edifici e le statue presenti nel complesso, costruite in tempi e stili diversi.

### Prang

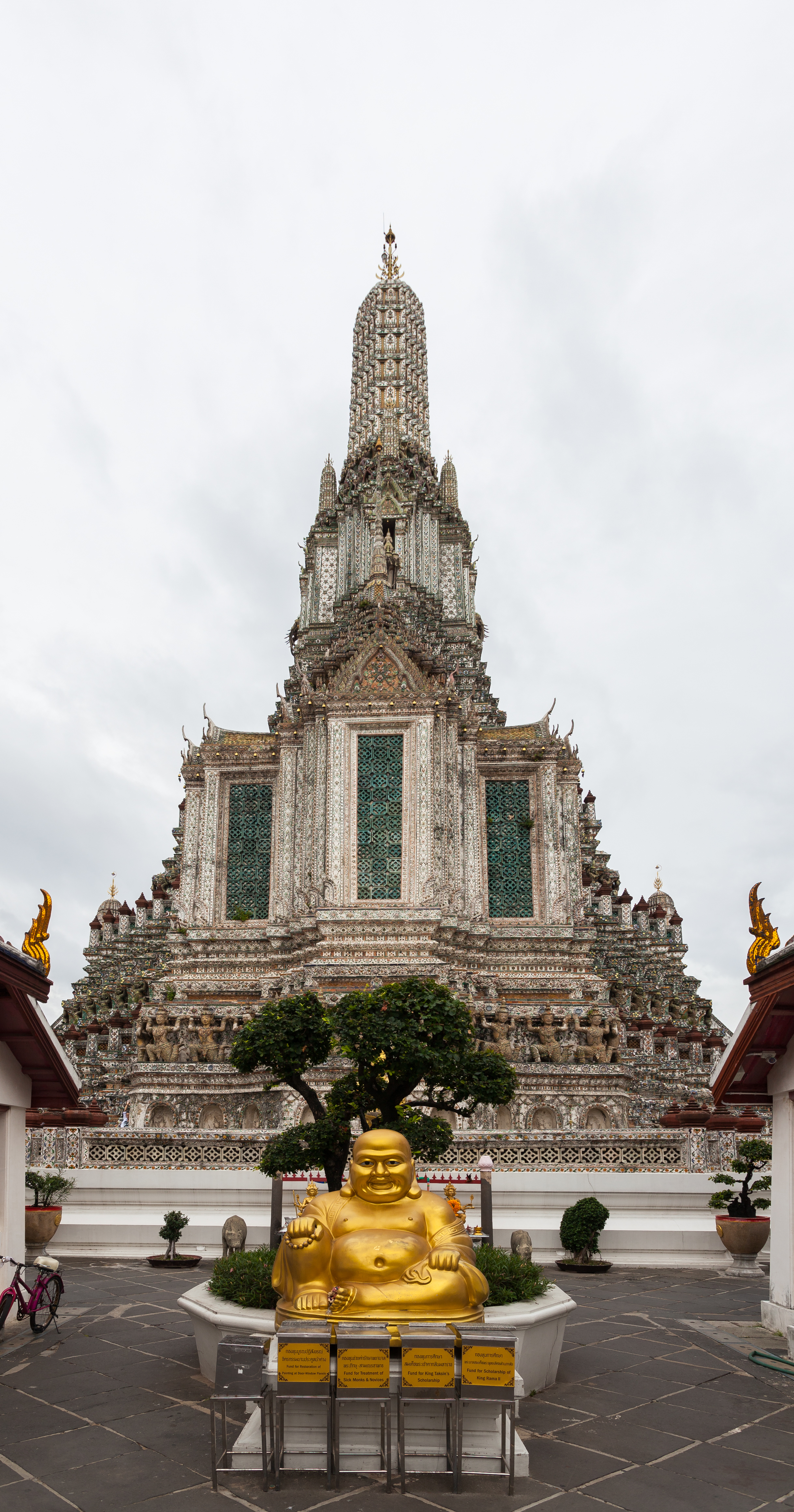
Il prang principale

La più notevole costruzione del Wat Arun è la centrale guglia istoriata (Prang) costruita in stile khmer con mattoni stuccati adornati da migliaia di pezzi di porcellana cinese multicolore. Su ognuno dei quattro lati del Prang vi sono ripide scale di accesso alle due terrazze che cingono la torre per intero; nella terrazza inferiore si trovano una serie di cariatidi raffiguranti le divinità protettrici Yakṣa, sopra alle quali sono scolpite scene di vita del Buddha intervallate da nicchie contenenti statue dei Kinnara (creature della mitologia induista e buddista metà uomo e metà uccello).
Le cariatidi della terrazza superiore sono scimmie, presenti nel poema epico siamese Ramakien, che a loro volta portano altri Kinnara. All'ultimo livello, sopra la seconda terrazza, sono presenti quattro nicchie contenenti statue del dio guerriero indù Indra, che cavalca il mitologico elefante a tre teste Erawan. La sommità della torre reca un "tridente" a sette punte che secondo molte fonti rappresenta una versione siamese del trishula, arma del dio indù Shiva.
L'edificio originale fu costruito ai tempi di Ayutthaya ed era alto 16 metri. Rama II decise di elevarlo ma i lavori furono completati durante il regno di Rama III. La struttura adesso misura 81 metri.

### Prang minori

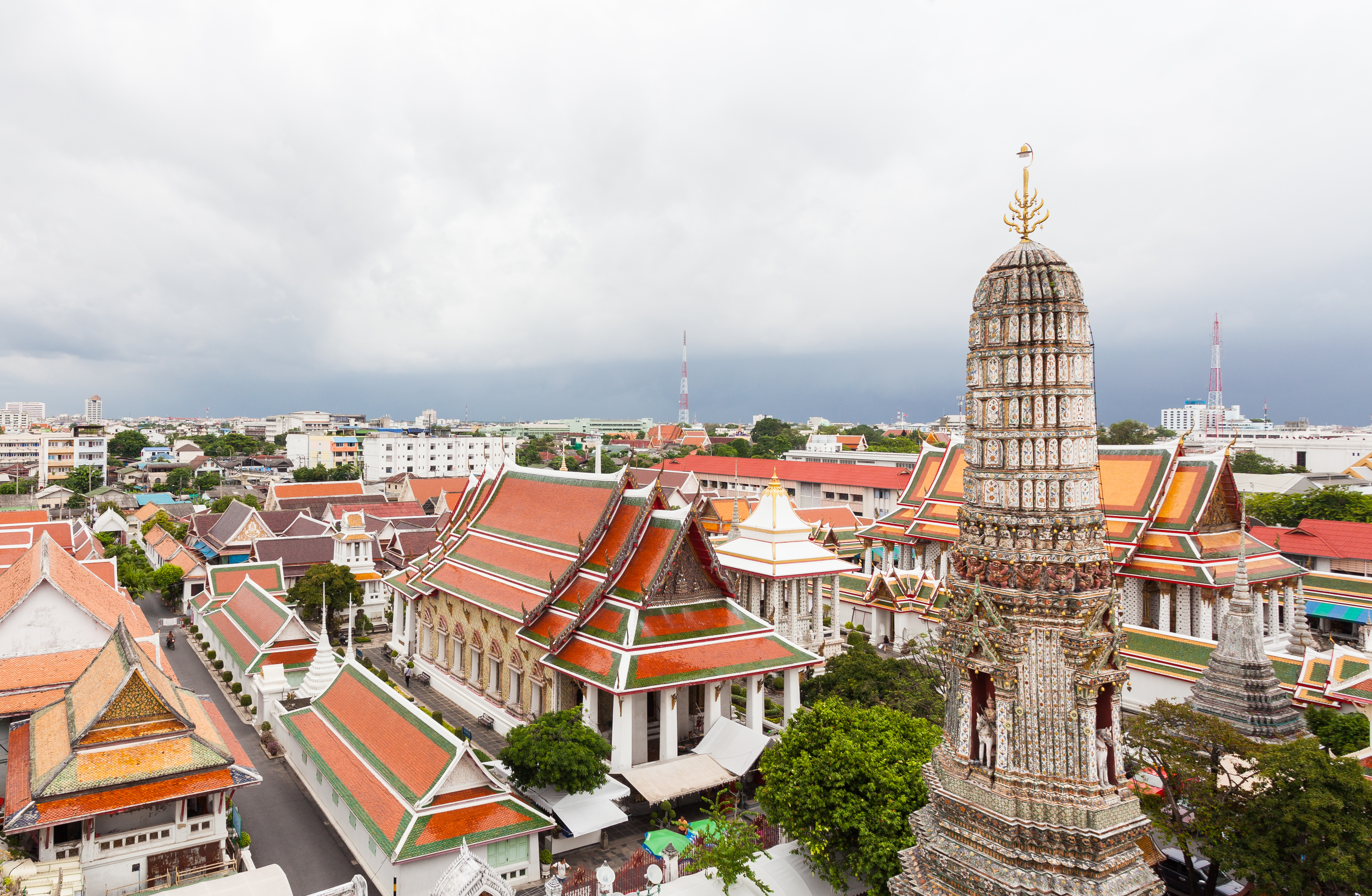
Prang minore dalla prang centrale

Il basamento su cui fu costruito il Prang principale è di forma circolare ed ha un diametro di 234 metri. Su di esso, ai quattro angoli della struttura centrale, sono stati costruiti quattro Prang più piccoli decorati, come il Prang principale, da un mosaico di conchiglie e cocci di porcellana, era questo sgargiante tipo di decorazione molto di moda ai tempi di Rama III. La statua nella nicchia di ognuno dei quattro Prang minori raffigura il Dio dei venti Phra Phai a cavallo. Anche questi Prang recano il "tridente" di Shiva sulla sommità.

### Sala dell'Ordinazione
A nord del prang si trova il tempio principale Phra Ubosot, la Sala dell'Ordinazione, fatto costruire all'inizio del XIX secolo durante il regno di Rama II. Si dice che la principale statua del Buddha al suo interno sia stata eseguita dallo stesso re. Ai suoi piedi sono seppellite le ceneri del monarca. Sulle pareti vi sono affreschi della vita di Buddha e delle sue precedenti incarnazioni. Il tetto, in tegole verdi ed arancioni, è costruito nel tradizionale stile di Ayutthaya. A presidiare l'entrata principale ci sono due gigantesche statue raffiguranti i mitologici spiriti protettori Yak (in lingua thai ยักษ์), decorate con ceramiche e stucchi dipinti con chine di diversi colori. Intorno al padiglione c'è un chiostro in muratura che contiene una lunga fila di statue di Buddha seduto nella posizione Bhumisparsamudra.

### Templi minori
Ad est del Prang principale ci sono due edifici: uno è chiamato Bot noi (piccolo Ubosot), fu costruito ai tempi di Thonburi ed era la precedente sala dell'ordinazione, al suo interno è ancora conservato il letto in teak sul quale giaceva re Taksin quando si ritirava nel tempio a meditare; l'altro edificio è detto Vihan Noi (piccolo tempio) ed è stato costruito nel periodo di Ayutthaya. Dietro a questi due templi si trova il campanile costruito in stile cinese.

### Tempio principale
A ovest del Prang si trova il Vihan principale che è il tempio dove fu custodito il Buddha di Smeraldo durante il regno di Taksin. Fu fatto costruire dallo stesso monarca e ristrutturato al tempo di Rama II. Al suo interno vi sono due sacre statue di Buddha.

### Altri edifici
Sulla riva del fiume, sono presenti 6 padiglioni (sala) in stile cinese aperti sui lati, costruiti con granito verde che sono attracchi per le imbarcazioni. Il Mondop, tempio colonnato aperto sui quattro lati adornato da pezzi di porcellana colorata, fu fatto costruire da Rama III e contiene una miniatura raffigurante l'impronta di Buddha. Il padiglione davanti alla Sala dell'Ordinazione vicino al fiume è situato in un bellissimo giardino pieno di statue sacre, ed è dedicato alla memoria di due monaci che morirono dandosi fuoco nel tentativo di raggiungere il nirvana

## Storia
Il tempio fu costruito durante il Regno di Ayutthaya e fu originariamente chiamato Wat Makok (Il Tempio dei frutti dell'Elaeocarpus hygrophilus, molto simili alle olive). Nell'era successiva, in cui Thonburi era capitale, il sovrano Taksin ne cambiò il nome in Wat Chaeng e lo destinò a cappella reale, costruendovi a fianco il Palazzo Reale Wang Derm, nonché a sacro luogo di conservazione della veneratissima statua del Buddha di Smeraldo, il palladio della monarchia siamese. La statua fu poi spostata nel Wat Phra Kaew all'interno delle mura di recinzione del nuovo Grande palazzo reale nel 1784, quando re Rama I trasferì la capitale da Thonburi a Bangkok, che fino ad allora era stato un piccolo villaggio sulla sponda opposta del fiume. Nel 1972 la provincia di Thonburi fu assorbita dalla zona a statuto speciale di Bangkok.
Il re che seguì, Rama II, cambiò il nome in Wat Arunratchatharam. Ristabilì la struttura alle funzioni di tempio, e fece elevare il prang centrale, un lavoro che fu ultimato sotto il regno di Rama III. Il re Rama IV diede al tempio il nome definitivo di Wat Arunratchawararam. Altri lavori di ristrutturazione si ebbero durante il regno di Rama V (1868-1910) e nel 1980, in vista del bicentenario della fondazione di Bangkok. Un nuovo radicale intervento di manutenzione fu condotto tra il 2013 e il 2017, durante il quale furono sostituite molte delle piastrelle originali del prang e la finitura fu fatta con intonaco in calce, che sostituì anche predecedenti intonacature in cemento.

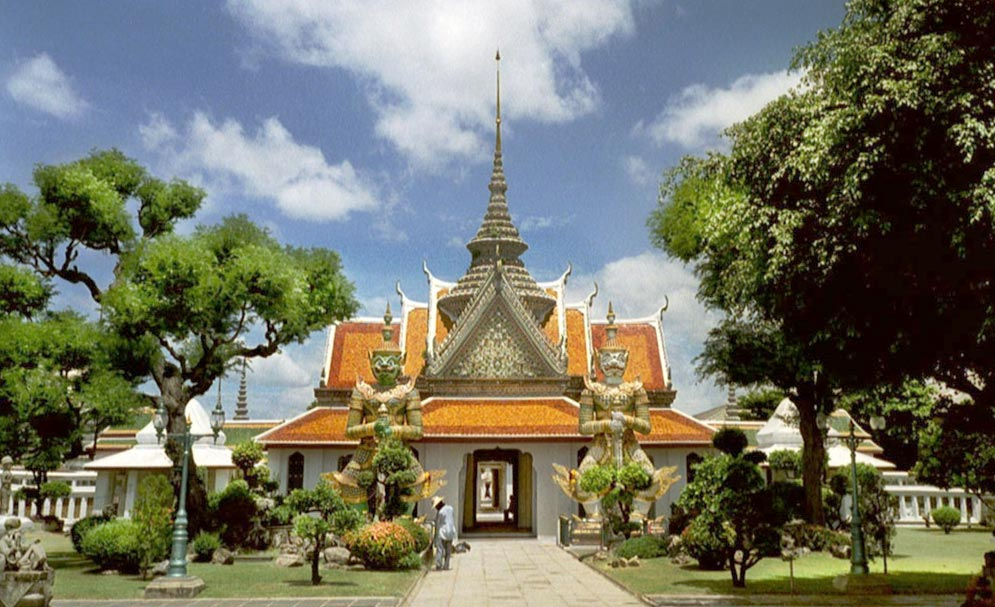
La Sala dell'Ordinazione con l'entrata presidiata dai due Yak

## Simbologia
Il prang centrale simboleggia il monte Meru, che nella cosmologia induista rappresenta il centro dell'universo. Le torri satellite rappresentano i quattro continenti e sono dedicate al dio dei venti, Phra Phai.
Gli Yak guardiani all'entrata della Sala dell'Ordinazione sono divinità protettrici presenti nel Ramakien, la versione siamese del Rāmāyaṇa indiano, e nello stesso Ramayana: quello bianco è chiamato Sahassateja e quello verde Tasakanth. Sono chiamati Yak Wat Cheng e sono considerati i mortali nemici dei corrispondenti Yak Wat Po situati nel Wat Pho, sull'altra sponda del fiume.

## Letteratura
Il Wat Arun dà il nome al romanzo Il tempio dell'alba, scritto nel 1970 dal giapponese Yukio Mishima.

## Galleria multimediale

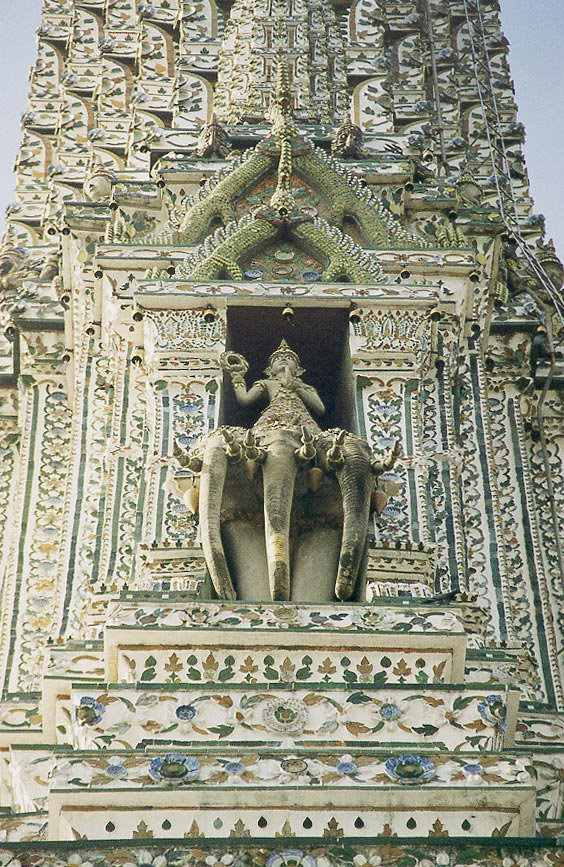
Prang principale: nicchia con il Dio Indra a cavallo di Eravan
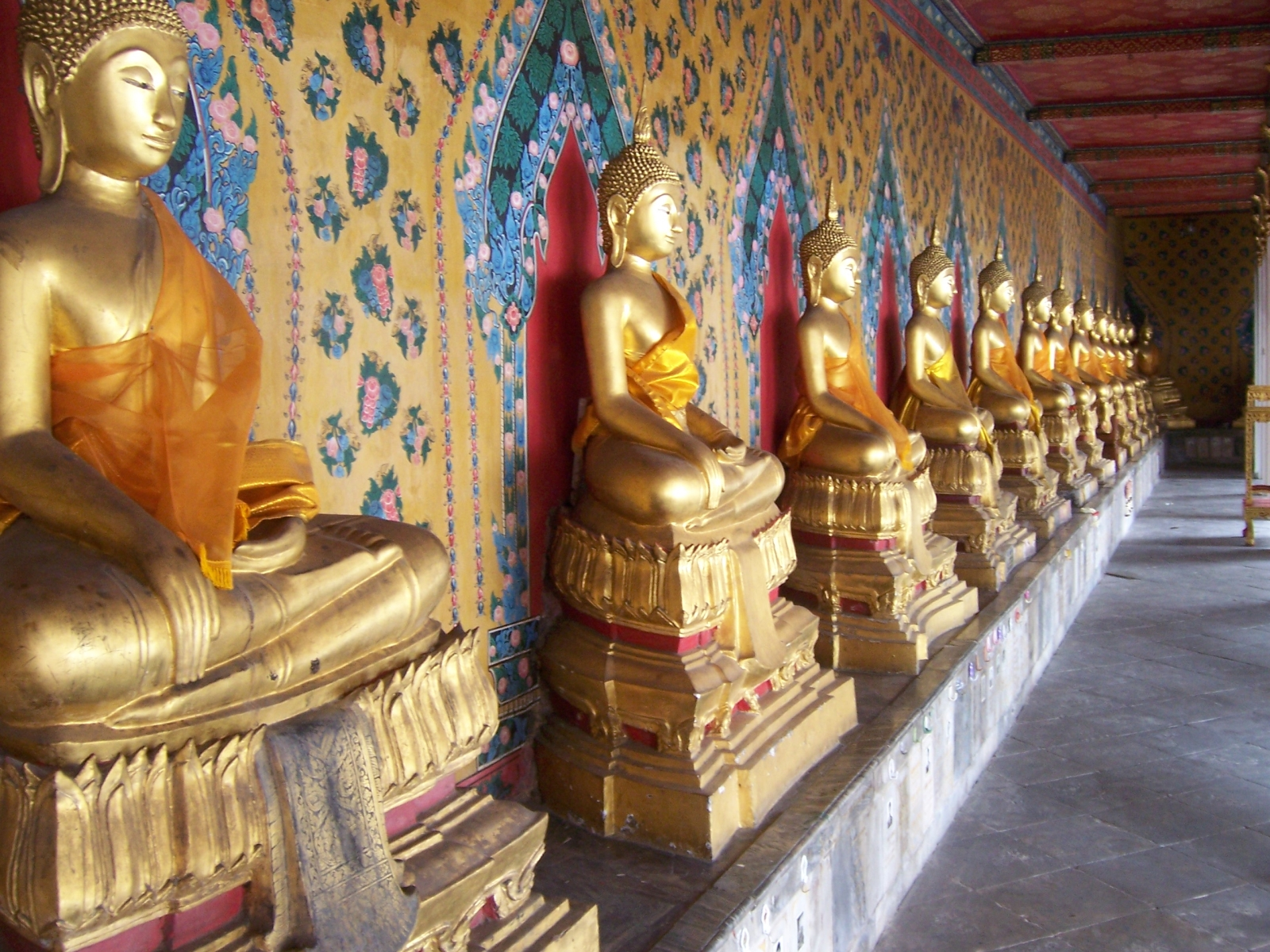
Buddha in posizione Bhumisparsamudra nel chiostro attorno alla Sala dell'Ordinazione
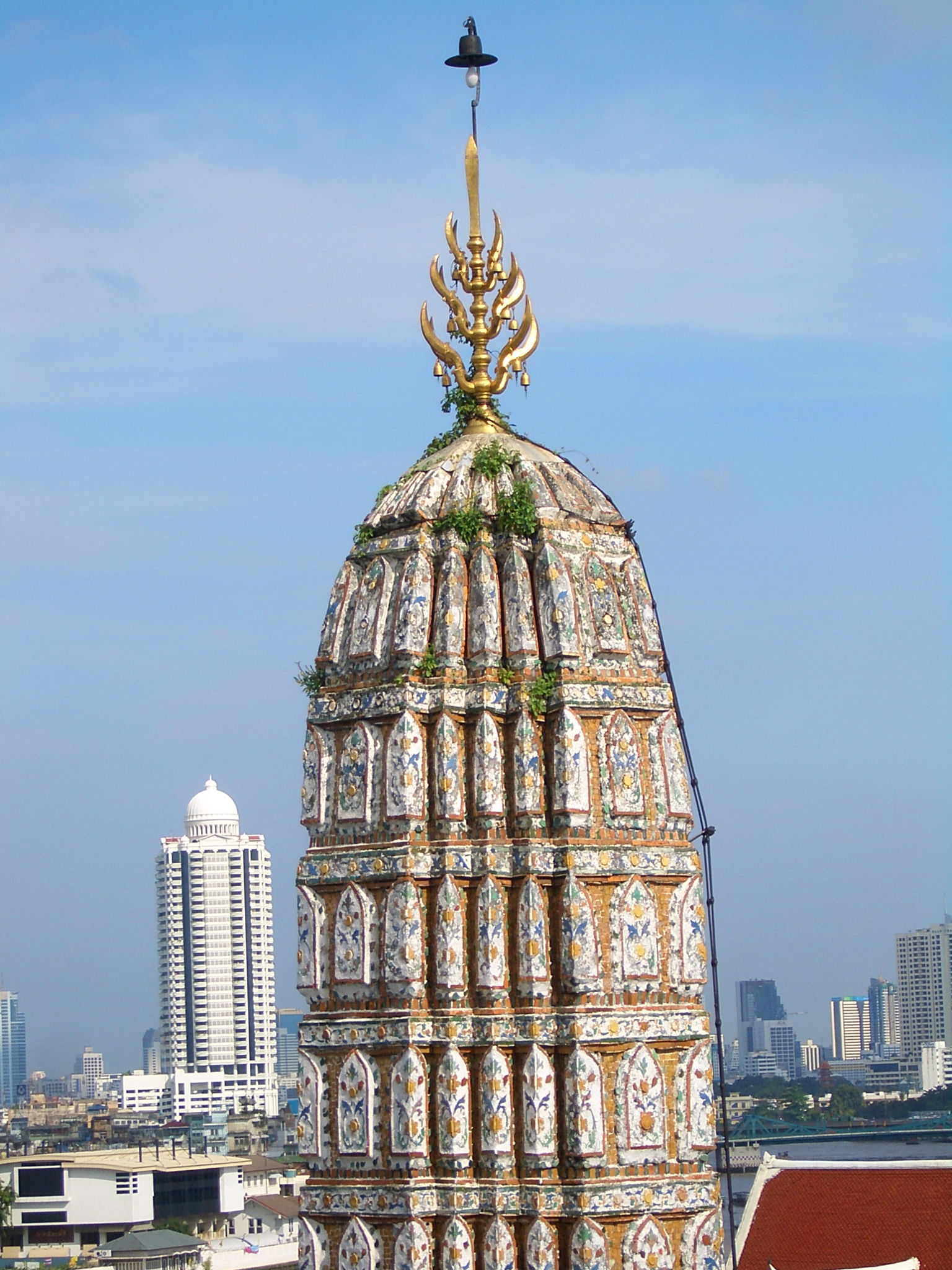
Sommità del Prang con particolare del "tridente" a sette punte
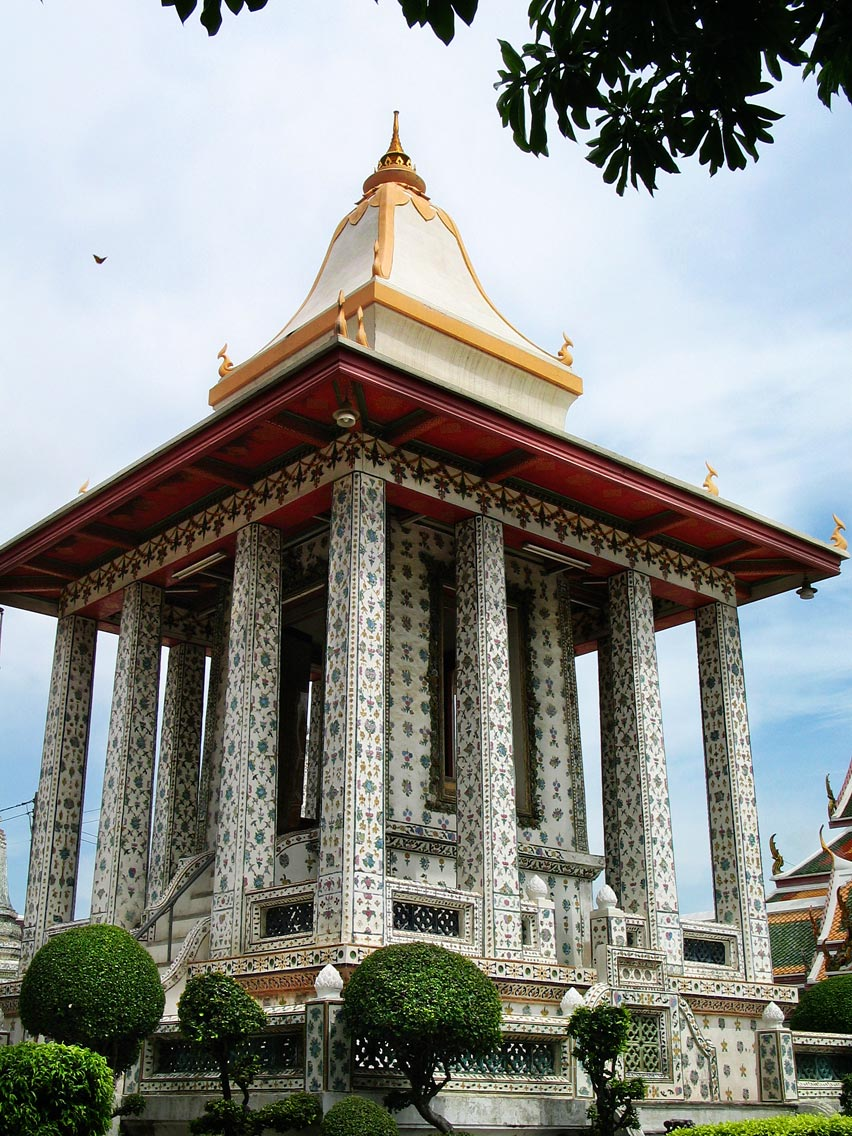
Mondop contenente l'impronta di Buddha
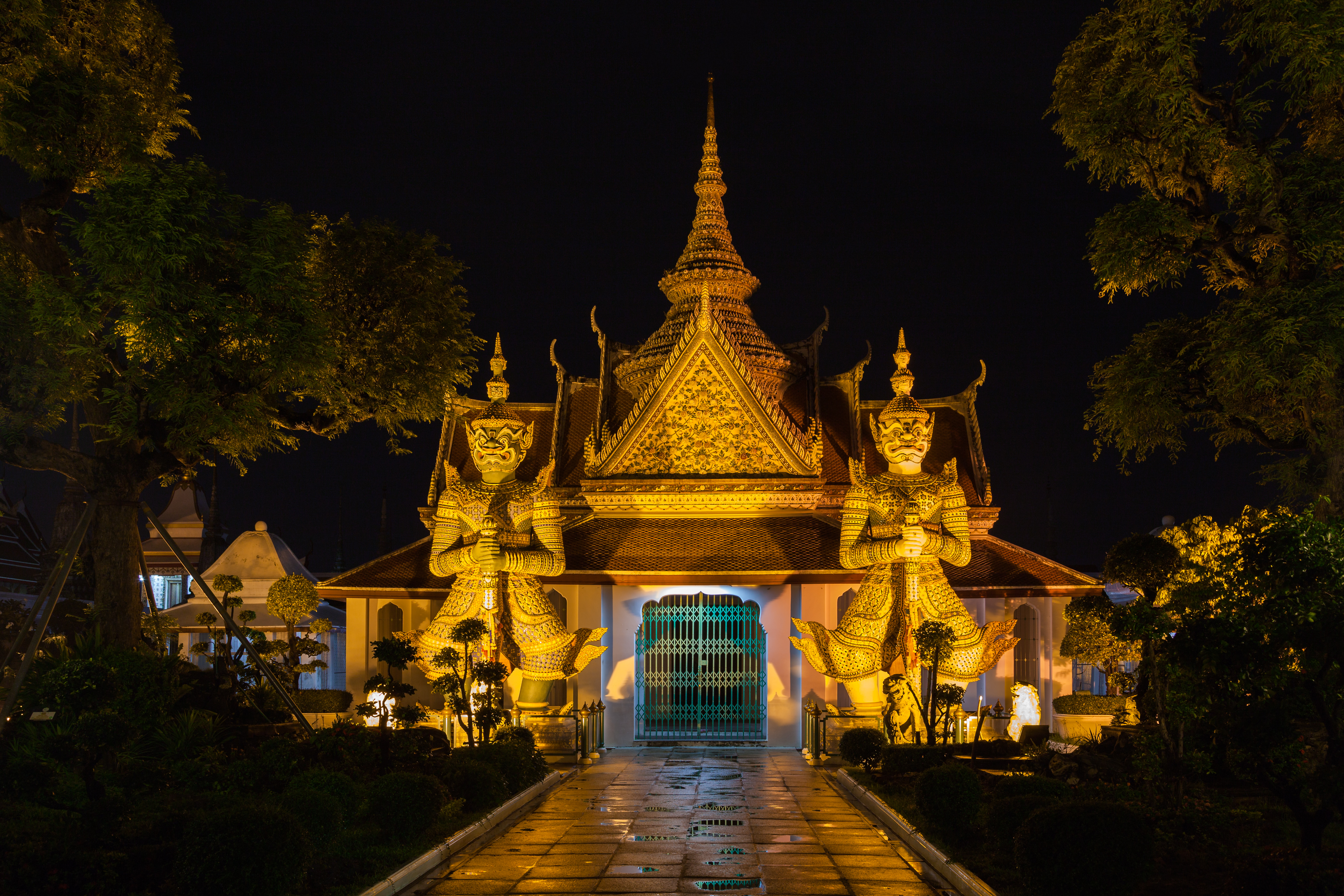
Sala dell'Ordinazione di notte
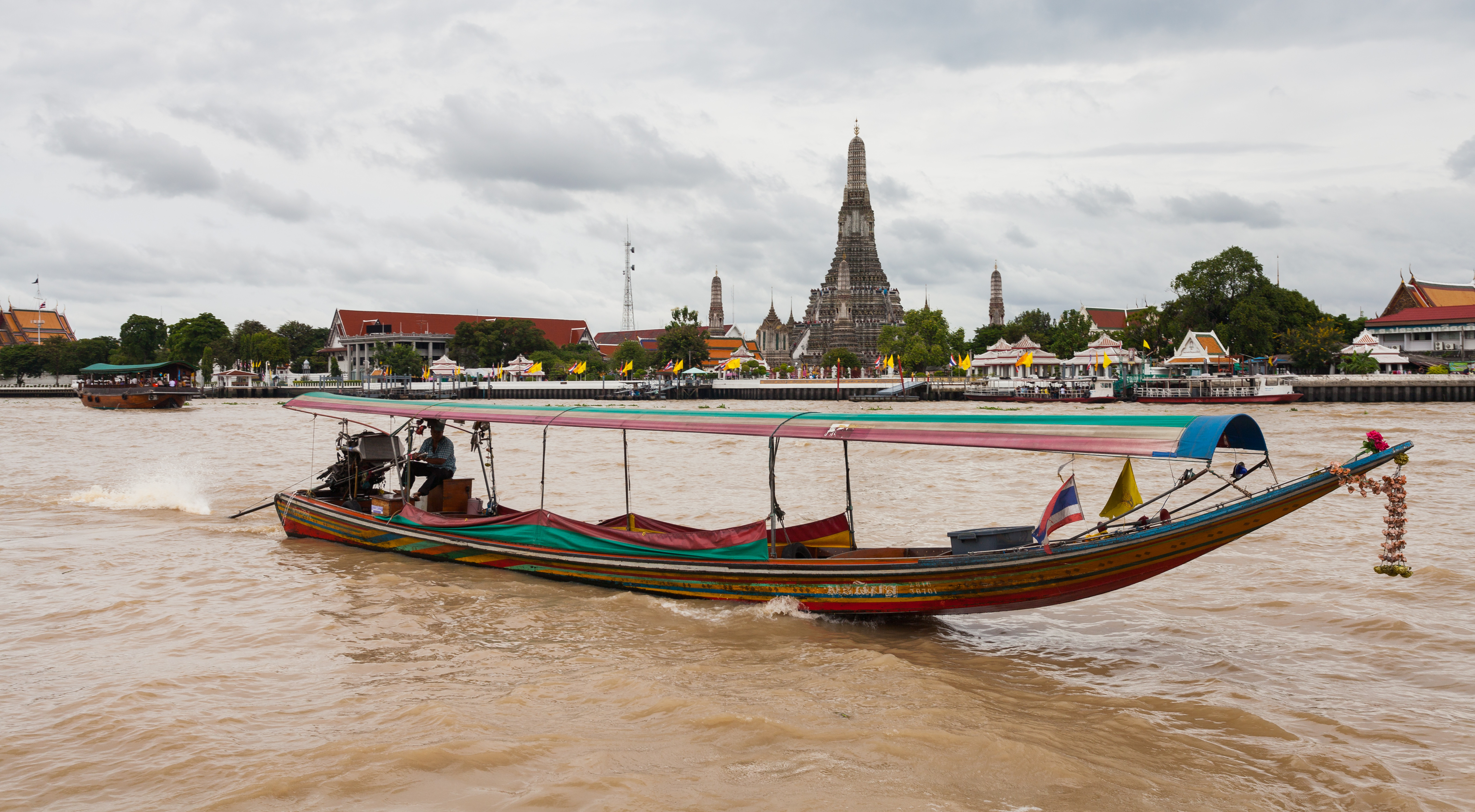
Coda lunga barca nel fiume Chao Phraya con Wat Arun nella parte posteriore